# Eutropis lewisi
Eutropis lewisi (мабуя Льюїса) — вид сцинкоподібних ящірок родини сцинкових (Scincidae). Мешкає в Індонезії і Малайзії.

## Поширення і екологія
Мабуї Льюїса є ендеміками острова Калімантан. Вони живуть у вологих тропічних лісах.